# Selenia sordidaria
Selenia sordidaria är en fjärilsart som beskrevs av John Henry Leech 1897. Selenia sordidaria ingår i släktet Selenia och familjen mätare. Inga underarter finns listade i Catalogue of Life.